# 黛安娜·庫柏
黛安娜·庫柏（英語：Diana Cooper，1940年9月7日—）是美國作家、治療師。著有《新世紀揚昇之光》、《啟動天使之光》、《靈性法則之光》、《跨越2012》、《亞特蘭提斯神諭占卜卡》、《發現亞特蘭提斯》，主題涵蓋天使、獨角獸、2012年現象和亞特蘭提斯。
庫柏稱自己在42歲由於離婚陷入人生低谷時，天使第一次在她面前現身並給予指引，自此她便步入了靈性的領域，成為一名治療師。庫柏還聲稱不僅人有守護天使，動物也有。

## 外部連結
- 官方网站 （英文）
- 黛安娜·庫柏的X（前Twitter） （英文）